# 羅斯洛立安
黃金森林羅斯洛立安 （英語：Lothlórien），是托爾金小說裡中土大陸的地名，意思是「盛開花朵的夢土」，居住著諾多族、辛達族和南多精靈。凱蘭崔爾和凱勒鵬是羅斯洛立安的統治者。唯一美麗程度可與羅斯洛立安媲美的只有維拉羅瑞安的羅瑞安花園:222。

## 名字
羅斯洛立安意為「盛開花朵的夢土」，但它還有許多不同的名稱。其辛達語古稱是羅瑞林多瑞安（Laurelindórinan），「歌唱的黃金谷」（Land of the Valley of Singing Gold）:222；又稱Lórinand，「黃金之谷」（Golden Valley）；亦稱羅瑞安（Lórien）。洛汗語中稱為Dwimordene 「幽靈森林」，西方通用語稱黃金森林 （The Golden Wood）。

## 歷史
凱蘭崔爾透過水之戒南雅讓羅斯洛立安受到魔法保護，凡人難以進入。第一紀元，辛達族和南多精靈定居在那裡。第二紀元，大量辛達族精靈定居在羅斯洛立安，由辛達族王侯安達（Amdîr）統治，他的兒子安羅斯（Amroth）繼任為羅斯洛立安的統治者，他在南剛鐸地區的艾得西隆得（Nimrodel）港口時溺水失蹤，那時凱蘭崔爾和凱勒鵬建立伊瑞詹（和林）王國。
凱蘭崔爾去了維林諾後，凱勒鵬單獨統治羅斯洛立安，他將領土擴展到幽暗密林南部，建立了東羅瑞安王國。第四紀元，凱勒鵬也離開了羅斯洛立安，也不知誰來統治羅斯洛立安，唯一肯定的是，那裡金黃色的梅隆樹慢慢消逝。
羅斯洛立安是中土大陸唯一生長梅隆樹的地方，凱蘭崔爾曾將梅隆樹種子送給哈比人山姆衛斯·詹吉，他將種子種植在夏爾。